# Jean II. de Croÿ

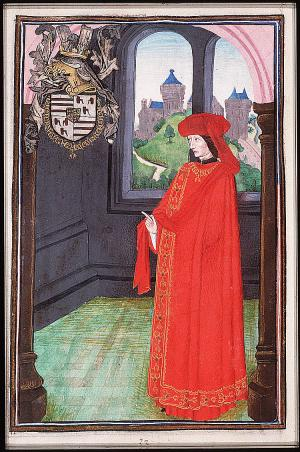
Jean de Croÿ im Statutenbuch des Ordens (Den Haag, KG, 76 E 10, fol. 49v)

Wappen von Jean II. de Croÿ

Jean II. de Croÿ (* um 1403; † 25. März 1473 in Valenciennes, begraben in der Kirche von Chimay) aus dem alten französisch-burgundischen Adelsgeschlecht der Croÿ war der erste Graf von Chimay, Herr von Tours-sur-Marne, Generalkapitän des Hennegaus und ein wichtiges Mitglied des Hofes der burgundischen Herzöge.

## Leben
Jean war einer der Berater Herzog Philipps des Guten, übte verschiedene Missionen als Heerführer aus und regierte zwischen 1434 und 1438 als grand bailli und capitaine général den Hennegau. 1435 erhielt er vom französischen König Karl VII. 2500 saluts an Bestechungsgelder. Jean wirkte als fester burgundischer Gesandter beim König von Frankreich und gehörte am burgundischen Hof der pro-französischen Partei an. Er musste deshalb auch zusammen mit anderen Mitglieder der Familien 1465 aus den burgundischen Gebieten fliehen, kam aber bald wieder zurück und wurde 1468 von Karl dem Kühnen offiziell begnadigt.
Jean zählte im Jahr 1430 zu den ersten 24 Mitgliedern des Ordens vom Goldenen Vlies und 1454 nahm er an dem spektakulären burgundischen Fasanenfest teil.

## Familie
Jeans Eltern waren Jean I. de Croÿ († 1415 bei der Schlacht von Azincourt) und Marie de Craon und er war der jüngere Bruder von Antoine I. de Croÿ, dem mächtigen leitenden Minister Philipps des Guten.
Er heiratete am 28. November 1428 Marie de Lalaing († 20. Januar 1475), zusammen hatten sie folgende Kinder:
- Jacqueline (1430–1500), verheiratet mit Jean IV de Nesle.
- Philippe I. (1436–1482), sein Nachfolger.
- Jacques († 15. August 1516), Fürstbischof von Cambrai.
- Catherine (1440–1515), verheiratet mit Adrien de Brimeu (1471/72–1515).
- Michel (1445/46–1516), Mitglied des Ordens vom Goldenen Vlies.